# Maria Alice

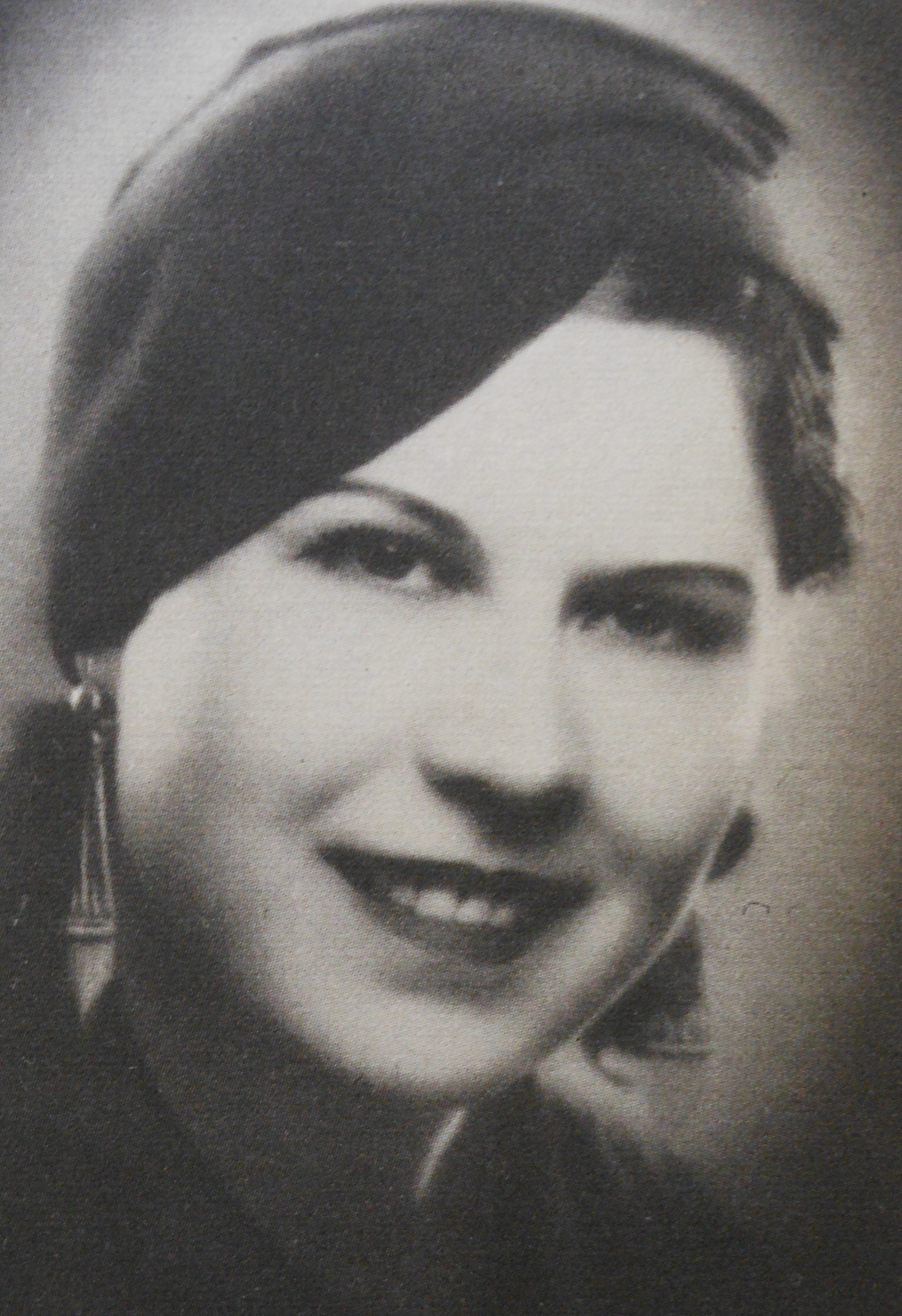
Maria Alice
(Foto aus den 1930er Jahren)

Maria Alice (eigentlich Glória Mendes Leal Carvalho, * 1. September 1904 in der Gemeinde Paião, Kreis Figueira da Foz; † 13. Februar 1996 in Lissabon) war eine portugiesische Sängerin des Fados.

## Leben
Sie trat zwischen 1920 und 1926 in kleineren Rollen der populären Revuen Lissabon auf, bevor sie sich dem Fado zuwendete. 1928 sang sie in einem Fadolokal (retiro) namens Ferro de Engomar. Der anwesende Valentim Pereira Botelho de Carvalho, Besitzer der Firma Valentim de Carvalho, nahm sich danach der Karriere der Sängerin an, in dem er ihr Auftritte verschaffte und das Repertoire und die Musikbegleitung aussuchte. Er baute sie so zu einer bekannten Persönlichkeit in den Revuen, den Fadolokalen und im Radio auf. Parallel nahm sie etwa 40 Fados für Brunswick Records auf, die von Valentim de Carvalho vertrieben wurden und zur Popularität der Sängerin in Portugal, Spanien und Brasilien beitrugen.
Nachdem sie 1932 und 1934 in Brasilien auf Gastspielreisen war, ging sie 1943 erneut ins Ausland auf Tour, mit der von ihr gegründeten Musikgruppe Troupe Music-Hall in den damaligen portugiesischen Kolonien von Angola, Mosambik und São Tomé und Príncipe.
1945 heiratete sie Valentim Pereira Botelho de Carvalho und zog sich aus dem Musikgeschäft zurück.